# یانکو پوپوویچ وولاریچ
یانکو پوپوویچ وولاریچ (کرواتی: Janko Popović Volarić؛ زادهٔ ۱۴ مارس ۱۹۸۰) بازیگر اهل کرواسی است. وی از سال ۲۰۰۶ میلادی تاکنون مشغول فعالیت بوده‌است.